# Joodse begraafplaats (Uithuizen)
De Joodse begraafplaats van Uithuizen in de provincie Groningen ligt achter de algemene begraafplaats aan de Hoofdstraat. Er staan 24 grafstenen.
Tot in de tweede helft van de negentiende eeuw gebruikten de Joden in Uithuizen de Joodse begraafplaats in Appingedam. Dat betekende een tocht van circa 20 kilometer over nauwelijks gebaande wegen. Met name in de winter was dit bijna niet te doen. Daarom vroeg de gemeente toestemming een eigen begraafplaats te stichten.
Omstreeks 1864 werd de begraafplaats in gebruik genomen. Veel grafschriften dragen uitsluitend Hebreeuwse teksten. De Joodse gemeenschap van Uithuizen was klein, maar zelfstandig als bijkerk onder ringsynagoge Appingedam. Met het opheffen van de Joodse gemeenschap van Appingedam, werd ook de Joodse gemeenschap van Uithuizen na de Tweede Wereldoorlog officieel opgeheven en bij Groningen gevoegd.